# 姉と弟 (ロダン)
『姉と弟』（あねとおとうと、英: Brother and Sister）は、オーギュスト・ロダンの1890年の銅像。